# Coccoloba cereifera
Coccoloba cereifera är en slideväxtart som beskrevs av Schwacke. Coccoloba cereifera ingår i släktet Coccoloba och familjen slideväxter. Inga underarter finns listade i Catalogue of Life.